# James C. C. Black

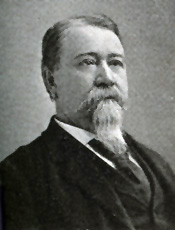
James C. C. Black

James Conquest Cross Black (* 9. Mai 1842 in Stamping Ground, Scott County, Kentucky; † 1. Oktober 1928 in Augusta, Georgia) war ein US-amerikanischer Politiker. Zwischen 1893 und 1897 vertrat er den Bundesstaat Georgia im US-Repräsentantenhaus.

## Werdegang
James Black besuchte die öffentlichen Schulen seiner Heimat einschließlich der High School in New Castle. Anschließend studierte er bis 1862 am Georgetown College in Georgetown (Kentucky). Während des Bürgerkrieges war er Soldat einer Kavallerieeinheit im Heer der Konföderation. Im Jahr 1865 zog er nach Augusta in Georgia. Nach einem anschließenden Jurastudium und seiner im Jahr 1866 erfolgten Zulassung als Rechtsanwalt begann er dort in seinem neuen Beruf zu arbeiten.
Politisch war Black Mitglied der Demokratischen Partei. Zwischen 1873 und 1877 saß er als Abgeordneter im Repräsentantenhaus von Georgia; von 1879 bis 1886 leitete er das Waisenhaus in Augusta. In dieser Stadt gehörte Black auch dem Gemeinderat an. Zeitweise war er auch deren juristischer Vertreter. Bei den Kongresswahlen des Jahres 1892 wurde er im zehnten Wahlbezirk von Georgia in das US-Repräsentantenhaus in Washington, D.C. gewählt, wo er am 4. März 1893 die Nachfolge von Thomas E. Watson antrat. Nach einer Wiederwahl konnte er bis zum 3. März 1897 zwei Legislaturperioden im Kongress absolvieren. Da er aber am 3. März 1895 zwischenzeitlich zurückgetreten war und dadurch eine Nachwahl notwendig wurde, die er ebenfalls gewann, war sein Mandat zwischen dem 4. März und dem 2. Oktober 1895 vakant.
1896 verzichtete James Black auf eine erneute Kandidatur. In den folgenden Jahren arbeitete er wieder als Anwalt in Augusta. Dort ist er am 1. Oktober 1928 auch verstorben.